# Álvaro de Castro
Álvaro Xavier de Castro (aɫvɐɾu ʃɐviɛɾ dɨ kaʃtɾu), est un homme d'État, est Premier ministre du Portugal du 20 au 30 novembre 1920 et du 18 décembre 1923 au 6 juillet 1924.

## Biographie
Il est né à Guarda, le 9 novembre 1878. Instigateur du coup d'État du 14 mai 1915, il fait partie de la junte constitutionnelle qui gouverne le Portugal en 1915. Il est Gouverneur général du Mozambique entre 1915 et 1918. Il participe à la tentative de coup d'État du 11 janvier 1919, après l'assassinat de Sidónio Pais.
Il cofonde le Parti républicain de reconstitution nationale. Il est nommé  Premier ministre, au cours d'une brève période (du 20 au 30 novembre 1920), mais remplacé par Liberato Pinto, un officier de l'armée.
Il rejoint ensuite un nouveau parti, le Parti républicain nationaliste. Il redevient Premier Ministre du Portugal, du 18 décembre 1923 au 6 juillet 1924. Il meurt à Coimbra le 29 juin 1928.

## Distinctions
- Grand officier de l'ordre de Sant'Iago de l'Épée